# اس‌اس مینه‌هاها
اس‌اس مینه‌هاها (به انگلیسی: SS Minnehaha) یک زیردریایی بود که طول آن ۶۰۰ فوت ۸ اینچ (۱۸۳٫۰۸ متر) بود. این زیردریایی در سال ۱۹۰۰ ساخته شد.